# Anders Franzén (operachef)
För andra betydelser, se Anders Franzén (olika betydelser).
Anders Franzén, född 11 juni 1949, är en svensk musikadministratör. Han är son till sjuksköterskan Ingrid Franzén, född Andersson och musikdirektören Rune Franzén. Franzén har en fil. kand. i litteraturhistoria, folklivsforskning och musikve-tenskap från Stockholms Universitet efter studentexamen vid Adolf Fredriks Musik-gymnasium 1968.
Franzén var 2004–2010 chef för Kungliga Operan i Stockholm.
Franzén var tidigare anställd vid Musikradion, Sveriges Radio 1976 först som körproducent bland annat med ansvar för Radiokören 1980–1985, senare planeringschef vid Musikradion. Franzén var direktör för Norrköpings Symfoniorkester 1989–1996 och drev bland annat frågan om ett nytt konserthus, som utmynnade i byggandet av De Geerhallen som han var med att inviga den 13 oktober 1994 i kungaparets närvaro. 
1998 utsågs Franzén till VD för Malmö Konserthus och Malmö symfoniorkester och 2002 till Administrerende Direktør för Oslo Filharmoniska orkester 2002–2004, en post han lämnade i förtid för att tillträda som VD och Teaterchef vid Kungliga Operan i Stockholm.
I juni 2005 tilldelades Franzén Konungens medalj i 12:e storleken i Serafimerordens band för betydelsefulla insatser för musiklivet i Sverige.